# دانييل جارا كورونا
دانييل جارا كورونا هو وزير وعسكري ودبلوماسي وسياسي مكسيكي، ولد في 10 يوليو 1879 في Nogales, Veracruz ‏ في المكسيك، وتوفي في 17 أبريل 1968 في مدينة مكسيكو في المكسيك. نشط حزبياً في الحزب الثوري المؤسساتي. وقد انتخب عضو مجلس النواب المكسيك ‏ وانتخب Governor of Veracruz ‏ وانتخب .